# 福岡県公会堂貴賓館
旧福岡県公会堂貴賓館（きゅうふくおかけんこうかいどうきひんかん）は、福岡県福岡市にある国の重要文化財建築物である。天神中央公園の中に位置する。

## 概要
旧福岡県公会堂貴賓館は元々、第13回九州沖縄八県連合共進会の開催に伴い、来賓接待所のために建設された。1910年（明治42年）開館の折には閑院宮載仁親王・同妃智恵子が宿泊、1912年（明治45年）3月には孫文が、同4月には皇太子嘉仁親王がそれぞれ逗留し、1916年（大正5年）の陸軍特別大演習では本営に指定された。
太平洋戦争中には福岡連隊区司令部にもなった。
戦後は福岡高等裁判所、福岡県立水産高等学校、福岡県教育庁舎など様々な施設に転用。貴賓館は、明治時代の希少なフレンチ・ルネッサンス様式を基調とする公共の木造建築物と評価され、1984年（昭和59年）5月に国の重要文化財に指定された。
2005年（平成17年）に発生した福岡県西方沖地震で、天井・ガラス・壁などに大きな被害を受けたが、復旧工事を経て2008年（平成20年）5月から一般公開が再開された。

## 歴史
- 1909年（明治42年） - 建設着工
- 1984年（昭和59年） - 国の重要文化財に指定される。

## 建築
木造二階建てで、設計は福岡県の土木技師三條栄三郎によるものであり、フレンチ・ルネッサンス様式のデザインが取り入れられている。

## 利用情報
一般公開されている。

## 交通アクセス
- 福岡市地下鉄空港線天神駅より徒歩8分（660m）。
- 西鉄天神大牟田線西鉄福岡（天神）駅より徒歩10分（800m）。
- 西鉄バス「アクロス福岡・水鏡天満宮前」バス停より徒歩5分（380m）。